# John Ziegler
John Ziegler (ur. 9 lutego 1934 w Grosse Pointe, zm. 25 października 2018) – amerykański prawnik i działacz sportowy, były prezes ligi NHL.

## Życiorys
W 1977 roku został czwartym prezesem NHL. Zanim został prezesem ligi był prezesem zarządu NHL. Funkcje prezesa pełnił przez 17 lat. W 1984 roku zdobył Lester Patrick Trophy oraz w 1987 został wprowadzony do Hockey Hall of Fame.